# Orphan Train

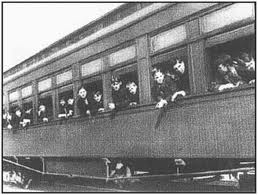
El Tren de Huérfanos, en imagen del siglo XIX.

El Orphan Train (tren de huérfanos, en español) fue parte de un programa de bienestar que transportó, entre 1854 y 1920, aproximadamente, a niños huérfanos de ciudades turísticas de los Estados Unidos, como Nueva York y Boston, a hogares de acogida. Se estima que se transportó a un total de aproximadamente 30.000 niños que vivían en las calles de la ciudad de Nueva York.
Dos instituciones de caridad, la Sociedad de Ayuda a la Infancia (fundada por Charles Loring Brace) y el Hospital de Niños Expósitos Catholic New York, decidieron ayudar a estos niños. Ambas desarrollaron un programa que colocó a niños sin hogar de la ciudad en los hogares de todo el país. Los niños fueron trasladados a sus nuevos hogares en los trenes, que finalmente fueron etiquetados como "trenes de huérfanos" o "trenes de bebés". Este período de reubicación masiva de los niños terminó en la década de 1920 y  fue el inicio del programa de acogida familiar organizado en los Estados Unidos.

## Historia
Brace cree que la atención institucional atrofió y destruyó a los niños. En su opinión, solo el trabajo, la educación y una sólida vida familiar podrían ayudarles a convertirse en ciudadanos autosuficientes. Él sabía que los pioneros estadounidenses podrían ayudar a resolver los problemas del oeste de Estados Unidos, por lo que se las arregló para enviar a los niños huérfanos a familias pioneras. "En cada comunidad estadounidense, sobre todo en un una occidental, hay muchos lugares en la mesa de la vida", escribió Brace. "Tienen suficiente para ellos mismos y el extranjero también."  Cuando comenzó el movimiento, se estima que había 30.000 niños huérfanos o abandonados que vivían en las calles de la ciudad de Nueva York.[2] Muchos fueron enviados al oeste para encontrar familias y nuevas viviendas, abordo de trenes popularmente llamados, a partir de entonces, como "trenes de huérfanos". A veces había entre 30 y 40 niños acompañados por dos o tres adultos. [3] Los niños tenían de 6 a 18 años. Las condiciones en los primeros trenes eran pobres, poco mejor que vagones de ganado. [3] En los últimos años, las condiciones mejoraron.
Se animó a los niños a romper completamente con su pasado. Los niños solían llegar a una ciudad donde los líderes locales de la comunidad se habían reunido con ciudadanos interesados. Los niños por lo general se ponían en un "escenario" para su visualización e inspección. La gente del pueblo inspeccionaba a los niños, tal vez para revisarles los músculos y los dientes, y después de breves entrevistas llevaban a su casa a los elegidos.[3] Los niños podían cantar o bailar para atraer el interés. Tristemente, muchos hermanos se separaron durante este proceso porque los padres adoptivos solo querían tener un hijo.[3] Algunos niños se convirtieron en sirvientes de sus familias de acogida, mientras que otros fueron adoptados, formal o informalmente, como miembros de las familias.
Entre 1853 y 1929, más de 250.000 niños fueron llevados en el "Orphan Train" rumbo a una nueva vida. El Complejo Nacional del Tren huérfano en Concordia, Kansas, cuenta con un archivo histórico y um centro de investigación.[cita requerida]
Dos famosos expilotos de tren huérfanos son el gobernador John Green Brady, de Alaska, y el gobernador Andrew Burke, de Dakota del Norte.[cita requerida]
- Datos: Q7103926